# Niels Ruf
Niels Ruf (ur. 21 maja 1973 w Wormacji) – niemiecki prezenter telewizyjny, aktor, reżyser i scenarzysta. Prowadził muzyczny program Kamikaze (1998-2000) w telewizji Viva Zwei i programy w telewizji Sat 1.

## Życiorys
Zaraz po ukończeniu gimnazjum Rhein-Wied Gymnasium Neuwied rozpoczął pracę w telewizji. Po roku pracy dla Rhein-Zeitung, mając dwadzieścia jeden lat był związany z publiczną stacją telewizyjną ZDF jako moderator programu X Base (1994-95). Następnie był moderatorem rozmowy na kanale DSF w programie Niels' Ruf, ale po dziewięciu odcinkach został odrzucony przez przedsiębiorcę Leo Kircha. Równocześnie pisał scenariusz programu dla dzieci Clubhous. Tymczasowo pracował jako wolny strzelec dla Focus TV, a także otrzymał kilka propozycji jako aktor, m.in. pojawił się w telewizyjnej komedii Sat 1 Charleys Tante (1996)  oraz zagrał niewielką rolę w telewizyjnej komedii A wszystko z powodu mamy (Und alles wegen Mama, 1998).
Na początku 1998 roku miał 8000 uczestników rozmowy na kanale muzycznym Viva Zwei, gdzie był gospodarzem i producentem własnego programu Kamikaze (1998-2000). Pojawił się jako gość talk-show RTL Die Karl Dall-Show (1999), programie dokumentalnym ZDF Die WIB-Schaukel (2001) oraz talk-show WDR Schmidt & Pocher (2008). Następnie prowadził program komediowy w telewizji Sat 1 Die Niels Ruf Show (2006-2008).
Studio Piranha Bytes inspirowało się Rufem tworząc postać tzw. Wrzoda z gry Gothic z 2001 roku.
W sitcomie RTL Herzog (2007-2008) zagrał główną rolę paskudnego rozwiedzionego adwokata Simona C. Herzoga. Wiosną 2014 Ruf wziął udział w programie Sat.1 Hell's Kitchen.

## Nagrody i nominacje
| Rok  | Nagroda               | Rezultat  |
| ---- | --------------------- | --------- |
| 2008 | MIRA Award            | Wygrana   |
| 2009 | Deutscher Comedypreis | Nominacja |
| 2012 | KuH des Jahres        | Wygrana   |

## Wybrana filmografia

### Filmy fabularne
- 2002: Wie die Karnickel[11]

### Filmy TV
- 1996: Charley’s Tante jako Karl-Heinz 'Charley'
- 1998: A wszystko z powodu mamy (Und alles wegen Mama)

### Seriale TV
- 2007-2008: Herzog jako Simon C. Herzog
- 2012: Josef Gyrls – Tochter der Freiheit (Webserie)
- 2013: Eins gegen Eins (sezon 4, odc. 3)
- 2014: Hell’s Kitchen
- 2015: Im Knast (sitcom, ZDFneo)
- 2016: Let’s Dance